# Firth of Fifth
Firth of Fifth – kompozycja brytyjskiej grupy rockowej Genesis zamieszczona na albumie Selling England by the Pound wydanym w 1973.

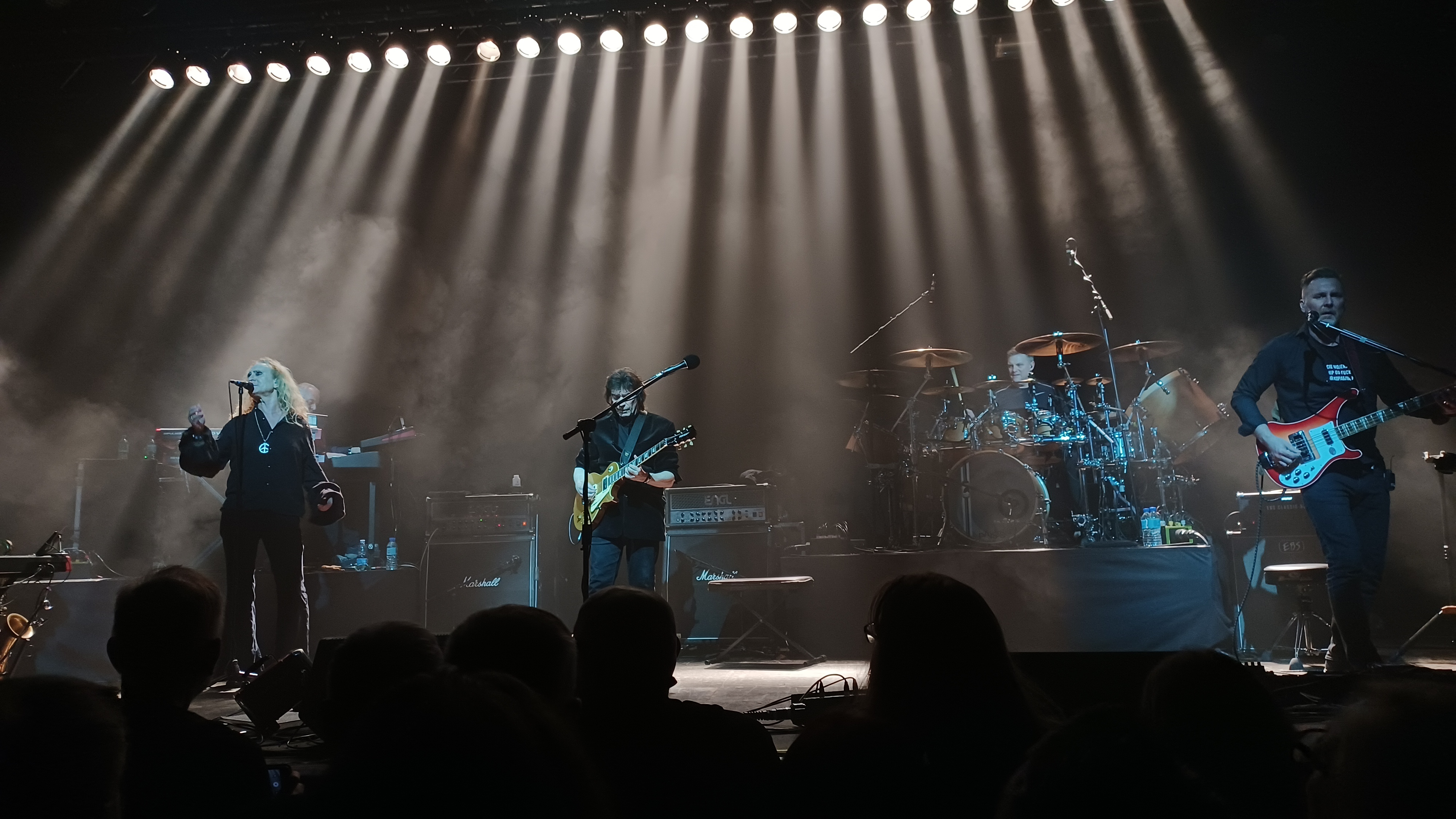
Steve Hackett wykonujący Firth of Fifth na koncercie w Warszawie w 2022

## Historia
Szkic tego utworu powstał w czasie prac nad wcześniejszym albumem Foxtrot z 1972 r., jednakże podczas sesji nagraniowej nie został zaakceptowany. W pracach nad kolejną płytą został dopracowany, przearanżowany i wszedł do zestawu znajdującego się na albumie, jako trzeci utwór na stronie A płyty winylowej. Chociaż w tym czasie zespół podpisywał swoje kompozycje nazwiskami wszystkich członków grupy, to jest on autorstwa Tony’ego Banksa, zaś współautorem tekstu jest Mike Rutherford.

## Kompozycja
Utwór zbudowany jest z kilku części połączonych przejściami akordowymi, każda z nich ma wiodący inny instrument, jest w innym metrum i różnych tonacjach. Kompozycję otwiera klasyczne intro na fortepianie trwające 1 minutę i 13 sekund, zagrane brawurowo przez Banksa (wg producenta płyty Johna Burnsa – nagrane za jednym razem, bez cięć i montażu).  Potem następuje wejście wokalu (dwie zwrotki tekstu), po których pojawia się wieloczęściowe interludium. Otwiera je nastrojowe solo na flecie w wykonaniu Gabriela w tonacji e-moll, którego tłem są harmonie fortepianowe. Z kolei wiodącym instrumentem staje się znów fortepian, który w narastającej intensywności prowadzi utwór do kolejnej części, gdzie dominuje rytmiczne solo na syntezatorach będące transkrypcją fortepianowego intro, lecz o symfonicznym brzmieniu. Cechą charakterystyczną tego fragmentu są liczne zmiany metrum (2/4, 13/16 czy 15/16) oraz tonacji (as-moll, cis-moll). Gra tutaj cały zespół, stwarzając wrażenie ściany dźwięku, jednakże gdy następuje wyciszenie pojawia się solo gitarowe grane przez Hacketta, oparte na wcześniejszej melodii granej na flecie. Liryzm i finezja melodii granej legato na gitarze prowadzącej przypominającej skrzypce, uzupełniona linią basu wraz z pedałami basowymi oraz wspomagana przez melotron, stanowią kulminacyjny punkt  kompozycji i jej charakterystyczny motyw. Utwór kończy ostatnia zwrotka zaśpiewana przez Gabriela, po czym jako coda pojawiają się delikatnie wyciszone pasaże na fortepianie.

## Przesłanie
Tytuł utworu stanowi grę słów, często wykorzystywaną przez Genesis w swojej wczesnej twórczości. W Szkocji znajduje się rzeka Forth (fonetycznie "fourth" – czwarta), a jej lejkowate ujście do morza nosi nazwę Firth of Forth, „fifth” zaś, to „piąta”. W rzeczywistości nazwa rzeki pochodzi od praceltyckiego wyrażenia *Vo-rit-ia (powoli płynąca). Tekst odnosi się do „rzeki ciągłych zmian”, lecz jego autor, Tony Banks stwierdził: „jest to jeden z najgorszych tekstów, jakie napisałem, i nie chodzi tu tylko o jego niejasność, po prostu zupełnie się on nie broni”.

## Wersje koncertowe
Utwór wszedł do repertuaru zespołu jako żelazny punkt programu i był wykonywany na większości tras koncertowych, jednak po kilkudziesięciu pierwszych występach, Tony Banks zrezygnował z grania intro na fortepianie. Jednym z powodów miała być pomyłka w graniu tego trudnego dla pianisty motywu podczas koncertu w londyńskim Drury Lane, co spowodowało, że muzycy musieli przerwać granie i rozpocząć jeszcze raz, lecz jak sam muzyk później powiedział, głównym powodem był dźwięk elektrycznego pianina RMI, jakim wtedy dysponował zespół, które nie oddawało wiernie oryginalnego brzmienia ze studia. Koncertowa wersja jest zamieszczona na płycie Seconds Out z 1977 r., nagranej w Palais des Sports w Paryżu z wokalem Phila Collinsa. Zespół wykonał ją w pełnym składzie w czasie Six of the Best Reunion Show w Milton Keynes w 1982. Po odejściu Steve’a Hacketta, zespół wykonywał utwór z gitarzystami:  Darylem Stuermerem (od 1978)  oraz Anthonym Drennanem (1998), ale już bez części wokalnej – był wykonywany albo w wersji instrumentalnej lub jako cześć medley (składanki) starszych utworów.
Do repertuaru koncertowego po odejściu z zespołu w 1977 roku włączył utwór Steve Hackett, który wykonuje go na większości występów, zawsze w pełnej wersji. W 2013 r. zagrał go z towarzyszeniem orkiestry symfonicznej The Heart Of England Philharmonic w Royal Festival Hall w Londynie. Na płycie Hacketta Watcher of the Skies: Genesis Revisited (1996) znajduje się cover tego utworu.

### Zestawienie wykonań koncertowych wg wersji utworu
Lista zawiera liczbę wszystkich wykonań utworu Firth of Fifth przez zespół Genesis na koncertach podczas tras koncertowych z uwzględnieniem poszczególnych wersji.
| Od dnia    | Do dnia    | Trasa koncertowa             | Wersja pełna | Wersja bez intro | Wersja jako część medley | Wersja instrumentalna |
| ---------- | ---------- | ---------------------------- | ------------ | ---------------- | ------------------------ | --------------------- |
| 19.09.1973 | 6.05.1974  | Selling England By The Pound | 34           | 37               |                          |                       |
| 26.03.1976 | 11.07.1976 | Trick of the Tail            |              | 59               |                          |                       |
| 1.01.1977  | 3.07.1977  | Wind&Wuthering               |              | 95               |                          |                       |
| 25.09.1981 | 23.12.1981 | Abacab                       |              | 65               |                          |                       |
| 2.10.1982  | 2.10.1982  | Six Of The Best              |              | 1                |                          |                       |
| 7.11.1983  | 29.02.1984 | Mama                         |              | 70               |                          |                       |
| 8.05.1992  | 17.11.1992 | We Can’t Dance               |              |                  | 70                       |                       |
| 23.01.1998 | 5.4.1998   | Calling All Stations         |              |                  |                          | 44                    |
| 11.06.2007 | 13.07.2007 | Turn It On Again             |              |                  |                          | 47                    |
| 20.09.2021 | 26.02.2022 | The Last Domino?             |              |                  |                          | 47                    |

## Wydania na oficjalnych płytach Genesis:
- 1973 Selling England by the Pound (pierwsza wersja studyjna)
- 1977 Seconds Out (wersja koncertowa bez intro)
- 1984 That’s All (wersja studyjna, jako strona B 12-calowego singla)
- 1992 The Way We Walk, Volume Two: The Longs (wersja koncertowa – jako część Old Medley)
- 1998 Genesis Archive 1967–75 (wersja koncertowa z 1973 r.)
- 2004 Platinum Collection (wersja studyjna – remiks)
- 2007 Live over Europe  (wersja koncertowa – część instrumentalna)
- 2021 The Last Domino? (wersja studyjna – remiks)

## Opinie
Firth of Fifth jest powszechnie uważany za jedno ze szczytowych osiągnięć Genesis i jeden z najlepszych przykładów klasyki rocka progresywnego. Do tej opinii przyczyniła się finezyjna gra Tony’ego Banksa na instrumentach klawiszowych oraz solo gitarowe Hacketta, stanowiące najbardziej rozpoznawalne elementy kompozycji.
Znawca muzyki progresywnej Edward Macan napisał o nim, że jest to „najpiękniejsze dziewięć i pół minuty muzyki, stworzone przez Genesis".
Klasyczny kompozytor, Doug Helvering określił intro fortepianowe mianem „skomponowanego w stylu mozartowskim", zaś cały utwór jako „jeden z dziesięciu najlepszych w historii muzyki rozrywkowej".
Steve Hackett powiedział: „To moje najbardziej znane solo z płyt Genesis. Chyba dlatego, że jest najbardziej melodyjne. Co za ironia losu, że napisał je Tony [Banks]. Moja jest tylko interpretacja. To wspaniała melodia, to ja ją zagrałem na gitarze, z tyloma nagiętymi nutami, stworzyło to klimat może hinduski, w każdym razie mniej europejski, co w dzisiejszej terminologii plasowałoby ten utwór w przegródce Muzyka Świata".
Czytelnicy serwisu Total Guitar w głosowaniu na najlepsze solo gitarowe wszech czasów w 2022 umieścili je na 28. miejscu.

## Wykonawcy
- Peter Gabriel – śpiew
- Tony Banks – instrumenty klawiszowe: fortepian, organy, melotron,
- Phil Collins – perkusja, śpiew
- Steve Hackett – gitara elektryczna
- Mike Rutherford – gitara basowa, pedały basowe